# Lista de personagens de Regular Show
Apenas um Show (no original e em Portugal, Regular Show) é uma série animada americana criada por J. G. Quintel, baseada no curta criado a partir do projeto do Cartoon Network, Cartoonstitute. Os personagens da série são baseados em alguns curta-metragens independentes de Quintel, The Naive Man from Lolliland e 2 In The AM PM. O show tem um estilo descontraído de humor, com um evento mundano lentamente tornando-se uma situação embaraçosa e um tanto surreal. Estreou em setembro de 2010 nos Estados Unidos e em agosto de 2011 no Brasil.

## Personagens principais
- Mordecai: Um gaio-azul de 1,80 m e 23 anos que é o melhor amigo de Rigby desde criança. Juntos, Mordecai e Rigby são empregados como jardineiros do parque, mas ambos são preguiçosos e raramente fazem seus trabalhos. Mordecai é mais consciente, maduro e responsável sobre suas ações, mas ele tende a ir junto para o mal com Rigby, como resultado de rivalidade. Ele também pode ficar com ciúmes, às vezes, levando-o a ficar com raiva - uma vez ele matou Rigby, mas desejou-lhe de volta. Mordecai gosta de jogar "socos" com Rigby e sempre ganha. Assim como Rigby, os dois falam gírias.Mordecai é apaixonado por Margarete, uma pisco-de-peito-ruivo fêmea que trabalha numa loja de café. Ele foi para a Escola de Artes, mas não se formou.[1] Há momentos em que ele se mostra um falso amigo, como quando ele contou pra todo mundo que Rigby mudou o nome para "Canoa Furada" e a esmurrá-lo sem parar na brincadeira "Peguei no Verde". Com a partida de Margarete para a universidade, Mordecai começou a passar mais tempo com sua nova namorada, CJ.Em "Feliz Natal Mordecai" (episódio especial de natal, antes de "saxofonista triste") Margaret retorna e ele se torna nervoso por isso, no final do episódio ele acidentalmente beija Margaret em frente a C.J.Em " saxofonista triste" ele se reconcilia com C.J ganhando uma segunda chance."Encontro de Casais nada legal" ele acaba por descobrir que Margaret ainda tem sentimentos por ele,porém ele acaba por não falar com ela. Em "Largada no altar" ele decide tomar tempo com C.J, não sabendo se ele queria retornar a Margaret. No começo da 7 Temporada ele vai para a Tocolandia um lugar onde os homens que levarem um fora ficam mas Rigby consegue convencê-lo a sair de lá e deixar as garotas pra lá por um tempo.

- Rigby: Um guaxinim de 22 anos que é o melhor amigo de Mordecai desde criança. Rigby é excêntrico, imaturo e extremamente brincalhão, o que o coloca em conflito com Mordecai às vezes. Rigby vive exclusivamente para autossatisfação, que às vezes ele consegue por meio de atos egoístas de mentir ou enganar mas, consequentemente, Rigby tem o mau hábito de colocar outras pessoas em dificuldades. Na verdade, muitos dos problemas que os funcionários do parque enfrentam parecem ser (principalmente) culpa de Rigby. No entanto, ele é o melhor amigo de Mordecai e muitas vezes depende dele para sair do problema. Ele tem um irmão mais novo chamado Don, de quem ele tem ciúmes por as pessoas acharem Don mais velho pelo tamanho. Ele tem uma amiga chamada Eileen Roberts, uma toupeira no qual no episódio "me faça um favor" é revelado que ela gosta de Rigby porém Rigby a ignora-la completamente achando-a esquisita, no episódio "acampar pode ser legal" ele a elogiou de como ela sabia fazer fogo sem fósforos,de como ela sabia as constelações sem olhar pra cima e de quando ela atacou uma pedra no carro de Margaret, se tornando mais amigos, atualmente Rigby tem se aproximado mais de Eileen talvez sugerindo que ele começou a gostar dela, um exemplo é o episódio "tela plana da Eileen" de quando Eileen conseguiu uma TV de tela plana no concurso de dança e Rigby sugere deixar a TV na casa dela quando ela vai ao trabalho sendo que na verdade Rigby queria surpreende-la instalando a TV para ela e pedir pizza para quando ela voltasse do trabalho, mostrando nesse episódio que o relacionamento dos dois teve crescido, mostrando também o amadurecimento de Rigby ao decorrer da série. No episódio "Largada no altar" Rigby revela a Mordecai que ele e Eileen tiveram namorando secretamente por meses sem ninguém perceber, e faz Mordecai ficar até surpreso.Em "Tocolandia"(episódio apenas disponível nos EUA) sem Rigby querer, ele pede a Eileen para terminar com ele para ele ir atrás de Mordecai em dumptown usa(sendo que a única maneira de ir para lá é ser dispensado), Eileen de início não quer mas Rigby diz  que não vai terminar de verdade, ela em seguida pretende terminar realmente com ele a ponto de fazer Rigby quase acreditar que terminaram de verdade, no final do episódio não se sabe ao certo se eles se reconciliaram,já que nos episódios seguintes,Rigby e Eilen continuam namorando. Após a Quinta temporada, Rigby teve sua imaturidade reduzida e sua rebeldia também diminuiu, por causa da relação do Mordecai com a CJ.Na sétima temporada,Rigby finalmente se forma no ensino médio.

- Pairulito/Mega-Kranus (Pops em Portugal): Pairulito Maellard é um homem que tem forma de pirulito (devido à sua cabeça grande e seu corpo fino que lembra vagamente um pirulito) que é quase sempre visto alegre. No episódio "Pop's favorite planet" (episódio apenas disponível nos EUA) Pairulito tenta ver seu planeta favorito desde 1900, revelando a possibilidade de ele ter aproximadamente 100 anos. Pairulito tende a ser excessivamente entusiasmado com cada situação, se expressa como um cavalheiro e usa palavras e frases formalmente. Apesar de ser um homem idoso, Pops é muito infantil e ingênuo sobre o mundo em torno dele. Ele também parece gostar mais de Mordecai e Rigby do que de Benson, ironicamente, apesar do comportamento irresponsável de Mordecai e Rigby e do comportamento mais responsável de Benson.[2]

- Benson Dunwoody: Uma máquina de chicletes viva. Ele é o gerente do parque, empregado do Mr. Maellard, 45 anos e também chefe de Mordecai e Rigby e o melhor amigo de Pops. Os dois frequentemente deixam Benson enfurecido, devido às suas constantes travessuras e por ficarem brincando na hora do trabalho, e como tal ele tem confiança limitada para com eles, mesmo que seja a sua responsabilidade, já que suas brincadeiras acontecem quando Benson está presente. Ele é um funcionário responsável e trabalhador, o exato oposto de Mordecai e Rigby. Benson é muito temperamental e sarcástico, e é propenso a crises de raiva (ficando vermelho sempre que isso acontece),[3] mas já deixou claro que não odeia Mordecai e Rigby, só o jeito deles e as coisas que fazem. Já mostrou várias habilidades no passado, como o super solo de bateria com 150 instrumentos e o tempo em que foi campeão de Hockey de Mesa (na época, era chamado de "Dragão Mortal").Em "Dumptown USA"(episódio somente nos EUA) é descoberto que Benson, na adolescência, tinha várias namoradas e acaba por ir a dumptown (cidade dos rejeitados) várias vezes por causa dos términos, inclusive em seu término com a Audrey. No fundo sofre de uma grande falta de auto-estima, a ponto de achar que não pode ser nada além de gerente de parque.

- Saltitão (Skips em Portugal): Seu nome de nascença é Wallks e é um yeti que é muito mais velho do que parece. Concedido o poder da imortalidade, ele está destinado a executar uma dança cerimonial a cada ano no seu aniversário, pois se ele não a fizer, pode perder a sua vida eterna. Ele trabalha com frequência, e como indicado pelo seu nome, ele "saltita" quando se move. É, também, um adepto do fisiculturismo. A personalidade do Saltitão parece quase indiferente, mas ele está sempre disposto a ajudar Mordecai e Rigby sempre que estes se metem em problemas. Ele tende a ser a solução para muitos dos problemas que Mordecai e Rigby causam, geralmente por meio de algum tipo de equipamento ou com seus conhecimentos.[4] Anda a procura de uma nova namorada. De acordo com o Cartoon Network,  Saltitão já participou da Guerra da Independência Americana junto com o Techno como um dos soldados de George Washington, quando Saltitão ainda era chamado de Walks.

- Mitchell (Mitch)/Musculoso" Sorrenstein: Outro jardineiro do parque. Com mais de 30 anos, é um homem obeso de pele verde, que também tem uma leve semelhança com o Monstro de Frankenstein. Seu comportamento parece bastante errático e imaturo, como mostram suas piadas sem graça. Musculoso acredita ser macho e superior a todos, constantemente desrespeitando Mordecai e Rigby e os chamando de mocinhas.[5] Sua frase de efeito favorita é "Minha Mãe!", usada especialmente quando faz suas piadas - Mordecai já tentou, em vão, explicar que com isso ele estava insultando a própria mãe. Tempos depois, se casa com Starla.

- Fantasmão Toca Aqui (Fantasma Mais Cinco em Portugal): É um fantasma com uma mão que sai pela sua cabeça. Ele é o melhor amigo de Musculoso, mas aparentemente não apoia a rivalidade entre ele e Musculoso com Mordecai e Rigby. Nos EUA, seu nome é Hi-Five Ghost (Hi-Five é uma expressão americana. No Brasil ela significa "Toca Aqui!". Seu nome é esse pois quase sempre é visto "tocando a mão" de Musculoso). Sua voz é muito gemida, por ser um fantasma. Fantasmão pode voar e atravessar paredes, mas não apresenta as demais características de um fantasma normal (não é invisível, não tem poderes de telecinese, não pode possuir o corpo de ninguém, não pode deixar o ar mais frio e não é intocável).[6]

- Eileen: Uma toupeira fêmea (que aparentemente parece uma garota humana), que é apaixonada pelo Rigby e é a melhor amiga da Margaret, mas após a saída dela, aceita CJ como sua nova melhor amiga. Eileen adora astronomia, e faz parte de um grupo de astronomia. Na maioria das vezes, ela é muito ingênua, e tenta se aproximar mais de Rigby, apesar dele não ligar para ela, a não ser quando ela tira os óculos. Eileen é muito inteligente. A partir da 6 temporada ela vira uma personagem principal.[7]

## Personagens secundários
- Margaret Smith: uma pisco-de-peito-ruivo fêmea. Margaret trabalha em uma cafeteria com sua amiga Eileen. Tem 17 anos (foi comprovado que ela é só um ano mais nova que o Mordecai). Apareceu pela primeira vez em "Ingressos para um Show Cafeinado", onde Mordecai tenta conseguir os ingressos só pela razão dela ir no show também. Na primeira temporada, Margaret não parece gostar de Mordecai, pois sempre que aparecia estava com um namorado. Apesar disso, ao passar da série, ela começou a gostar de Mordecai. No episódio "Chuva de Meteoros", Mordecai a beijou pela primeira vez (no episódio "Beijo Ruim" Mordecai voltou ao passado para impedir o beijo, sendo anulado, e no episódio "Buscando a Margaret", ela beija Mordecai). No episódio "Uma Noite Muito Louca", Margaret é pedida em namoro por Mordecai, mas diz que não pode aceitar, pois foi aceita na universidade. Ela fez sua última aparição em "Lavando Roupa",[8] até a sexta temporada, quando retorna como uma repórter.
- Cloud Jane (CJ): CJ é uma garota nuvem branca que por incrível que pareça, fica cinza quando se enfurece. Ela é namorada de Mordecai, após Margaret não poder aceitar namorar Mordecai e ir para a universidade. CJ é engraçada, bonita e adora Mordecai, porque eles combinam totalmente. Passa a ser a nova melhor amiga de Eileen depois que Margaret foi embora. Durante o casamento de Musculoso e Starla, ela e Mordecai, devido a indecisão dele quanto a CJ e Margaret, resolvem dar um tempo.
- Starla: Namorada de Musculoso, muito parecida com ele. Tem uma personalidade muito forte e ao mesmo tempo é sentimental.[9] Mais pra frente ela aceita se casar como Musculoso,desde que ele continuasse a ser quem  é , pois é desse jeito que ela gosta dele.
- Mago da Força: É um mago que apareceu pela primeira vez em "A Força" urinando na moita. Ele é amigo do Saltitão, pois pediu para ele recuperar seu teclado. Outro motivo para ele ser amigo do Saltitão é que ele foi um dos jogadores dos Elementos Mágicos, um time formado por outros amigos do Saltitão: Gary, Reginald e Morte, no episódio "Saltitão joga um bolão". Não se sabe se ele é bom ou mal, pois nunca ajudou ou enfrentou Mordecai e Rigby, só competiu contra eles.

- Gary: Ser mágico e espécie de faz-tudo. Foi mostrado como advogado, motorista entre outros. É amigo do Saltitão e dos Guardiões da juventude eterna. O disco da sua barriga que o mantém vivo que mantêm sua forma fisica é inquebrável, pois assim como o Saltitão, é imortal.

- Guardiões da Juventude Eterna: Eles são os que concedem a vida eterna a Saltitão, se ele realizar uma dança espiritual no dia de seu aniversário. Assim como Saltitão e Gary, são imortais.[10]

- Morte: Ele não é mau e não é bom. Ele é conhecido por ser o controlador de quem vive e morre. De vez em quando quebra um galho para Mordecai e Rigby, como na invasão realizada em Saída 9B. Possui mulher e filho. Ele parece muito com Bones Justice, protagonista do desenho Liga de Mutantes.
- Sr. Maellard: Pai de Pairulito, chefe de Benson. É muito estressado e autoritário, como condiz seu papel como dono do parque. Raras são as vezes que ele elogia Benson e o chama pelo nome correto. Nunca deu uma bronca em Mordecai e Rigby ou mostrou hostilidade com eles. Além disso, o Sr. Maellard também se comporta igual ao Pairulito e também paga e compra coisas com pirulitos, além de comprar e pagar com dinheiro.[10] Seu visual, especialmente suas roupas, se assemelham muito com Gru de Meu Malvado Favorito (curiosamente o desenho estreou um mês após o lançamento de Meu Malvado Favorito).

## Personagens terciários
- Ace Baltazar: Vocalista e guitarrista da banda Adrenaline. Quando sua banda se reuniu apresentando um sósia seu (um sujeito que pensava ser um cavaleiro e que Mordecai e Rigby apresentaram sendo o Ace desmemoriado), voltou pra tomar satisfações.

- Administradora da Internet: Velha rabugenta e ranzinza que tem o dever de gerenciar a Internet, mesmo que seja só pra exibir coisas chatas. Seu formato de tela se assemelha bastante com o computador Skynet em O Exterminador Do Futuro: a Salvação.

- Amorosas: Criaturas femininas que amam abraçar e assombravam os sonhos de Musculoso.

- Arbitrador: Poderoso robô com forma de videocassete que serve a Ordem do VHS e tem como missão destruir o último Aparelho de Disco Laser. Seu raio infravermelho é mortal.

- Arrasou Geral: Astro do futuro que queria matar Duncan Flex por roubar-lhe a fama e foi morto pelo Cheiro da Morte. Seu visual é inspirado em Judge Dredd.

- Audrey: Vizinha e ex-paquera de Benson pois no episódio O Verdadeiro Thomas: Um Estagiário Especial foi revelado que eles romperam.
- Barry: Ladrão dos anos 70 que ficou escondido no carpete de seu carro de fuga por anos a fio.
- Bruce Roqueiro: Velho astro do rock que foi pro Submundo do Rock 'N' Roll após sua morte, onde Mordecai, Rigby e Benson tiveram que ir pra conseguir uma guitarra autografada para substituir a guitarra de propriedade do Sr. Maellard destruída por Benson.
- Bufunfa: Sujeito com cabeça de cesta de basquete que desafiou Rigby pra um tira-teima de basquete.

- Buttonwillow McButtonwillow: Duende que vive no subsolo da casa do parque e anda pelo sistema de ventilação. É vidrado no filme O Melhor VHS do Mundo. J.T Quintel confirmou que ele passou a morar no subsolo da casa do parque quando Saltitão concedeu moradia a ele.
- Cabeção: Ex-campeão de luta livre que teve seu lugar tirado acidentalmente por Pairulito. ficou escondido no Parque por 4 anos esperando para se vingar. Ironicamente acabou salvando o Parque de ser destruído por um buraco negro de feiura, ficando preso nele e se tornando uma nova atração.

- Caçador Jack: Mercenário contratado por Benson para achar quem roubou seu carro. Usa um arma com comando de voz igual à do filme O Quinto Elemento.
- Carter e Briggs: Dupla de policiais protagonistas de um seriado que leva seu nome. Adoram fazer o giro da rosquinha com rádio-patrulha e Mordecai e Rigby são seus grandes fãs. Ele parecem uma mistura de Martin e Roger de Máquina Mortífera com Starsky & Hutck.

- Cavadinha Ninja: Ninja de Vídeo Viral com mania de dar entravada na cueca dos outros. Deu sua vida pra salvar Mordecai, Rigby e Pairulito.

- Cavaleiro Ovocelente: Guardião da câmara onde se encontra o Boné Ovocelente. Pega qualquer trabalho onde se precise de um guardão de relíquias. É inspirado no cavaleiro de Indiana Jones e a Última Cruzada. Ele possui o desenho da cabeça do Pairulito na palma de sua mão.
- Cavalo Festeiro: Cavalo humanoide alienígena vindo de um planeta onde festa é um estilo de vida. Fugiu de lá só pra não fazer um teste sobre a história americana. Seu número nome é 42699.

- Garrett Bobby Ferguson (Brasil: Carlos Gomes Barbosa, Portugal: Carlos Barroso Gingeira): Ex-detentor do recorde universal no jogo "Quebra Ossos". Mostrou-se um grande mentiroso ao dizer que não tinha filho, quando na verdade tinha, o qual apareceu em Saída 9B.
- Chad e Jeremy; Respectivamente, um roedor e um pombo que Benson queria contratar no lugar de Mordecai e Rigby. São formados no Instituto Tecnológico de Tecnologia. Fazem uso frequentes de celulares e tablets para tudo.

- Cheiro da Morte: Veio do futuro pra assegurar sua fama, matando Duncan Flex e Arrasou Geral. Acabou entrando em guerra com outros astros do futuro.

- Chong: Ás do Hockey de Mesa e antigo rival de Benson. Ele é inspirado em Chong Li do filme O Grande Dragão Branco.

- Coruja Noturna: Apresentador de rádio e posteriormente robô futurista.
- Cupido McTyer: Dono do site de namoro onde Mordecai conheceu C.J. Tentou fazer Mordecai terminar com C.J. só para tê-lo de volta ao site, ameaçado de fechar por falta de frequentadores.
- Curtis Montgomery: Fundador do Parque. Sua estátua é constantemente roubada por Gene e o Parque Rival.

- Dave: Também é uma máquina de chiclete e ex-discípulo de Benson no Hockey de Mesa. Foi decapitado por Chong.

- Denise Smith: Mãe de Margaret.
- Diana: Mulher das caverna namorada de Greg.

- Diego Montez: Ex-funcionário da Zona de Diversão que se torna multimilionário após patentear seu gancho ergonômico. Sempre mostra parecer um cara sonolento e despreocupado.

- Don: Irmão mais novo de Rigby (embora pareça o mais velho). É contador e ama abraços. Rigby tem ciúmes dele por ser maior e melhor do que ele em tudo, mas Don já esclareceu que admira o irmão e sempre se espelhou nele.
- Donny G.: Ex - famoso DJ da Rádio Tocaqui (K.I.L.I.T) que teve seu lugar roubado por um sistema automático. Acabou ajudando a tocar a música que Musculoso havia escrito pra Starla. Aparentemente é imortal, pois levou um tiro no peito, escapou de um prédio em chamas e continuou vivo.
- Doutor Harry: Médico da família de Pairulito.

- Doug Copiador Shablowski: Estelionatário que tentou se passar por Rigby, após ser contratado pelo próprio.

- Duncan Flex: Artista do futuro que matou Super Afim por ter-lhe roubado a fama no futuro. Acabou morto pelo Cheiro da Morte.
- DVD (Atualmente DVD HD) : Filho do Guardião do Disco Laser que sentia raiva por seu pai tê-lo abandonado. Se uniu a Internet pra destruí-lo, mas vendo o arrependimento dele e sua morte causada pela Internet, se voltou contra ela e ajudou a turma a vencê-la. Como o pai, também se transforma num ser de luz sólida, mas prateada.

- Espiada: Super sistema de vigilância requisitado por Benson pra vigiar Mordecai e Rigby. Tem a forma de um olho gigante que nunca para de olhar.

- Esposa do Morte: Mulher de quatro braços e esposa do Morte.
- Fazendeiro Jimmy: Simpático fazendeiro que promoveu um concurso de criar uma nova canção de aniversário.

- Fantasminha: Irmão do Fantasmão. Ex-presidiário e policial (atualmente). Possui a mesma aparência de seu irmão.
- Fechaduras: Humanóides azuis que habitam o fundo do poço do Parque, sendo os únicos de sua espécie, procurando sempre algo pra se divertirem e vivendo dos restos de carros e carne seca jogados lá. Aparentemente sumiram com o fechamento do poço, mas agora que ele foi reaberto, pode ser que voltem.

- Frank Smith: Pai de Margaret e piloto do helicóptero Águia-6. Se gaba de ser o campeão da Bala de Canhão. Se deduz que seja pai adotivo por ser humano.

- Gambá: Um gambá rabugento e nada legal,solta mau cheiro em Rigby em Fedorento,no final ele volta a ser um humano novamente.

- Gangue dos Gansos: Turma de gansos encrenqueiros inimigos dos Patos Bebês. Podem se transformar num monstro-robô gigante.

- Garrett Bobby Ferguson Junior: Empreiteiro que tenta comprar o parque para construir a saída 9B para trazer seu pai de volta do Inferno.

- Gene: É o administrador do Parque do Leste, que rivaliza com o Parque. Tem a forma de uma máquina de doces e lanches.

- Greg: Homem das cavernas que aprendeu com Mordecai e Rigby (ao jeito deles) a ser civilizado.

- Guardião Do Disco Laser: Disfarçado como bibliotecário, é o último da Ordem Do Disco Laser com o dever de proteger o último aparelho de Disco Laser. Sua forma real é a de um humanoide feito de luz dourada sólida. Faleceu ao se confrontar com a Internet.
- Guardiões Dos Formatos Obsoletos: Gigantes dedicados à proteção do último Aparelho de Disco Laser e seus mestres (no caso, Mordecai, Rigby, Musculoso, Fantasmão e posteriormente Benson). Eles são: Gravador De Rolo, Betamax, Disco Flexível e 8-Track, que foi destruído pelo Arbitrador. Havia um quinto guardião chamado Microficha, que morreu no começo da Guerra dos Formatos II, onde Betamax e Disco Flexível também perderam a vida, junto a outros dois guardiões não-identificados na batalha, sendo que um deles era um tipo de gravador. Posteriormente surge outro guardião chamado Preto e Branco.

- Homem Sem Regras: Sujeito caolho que habita um mundo sem regra alguma.
- Internet (Atualmente conhecido como Streaming): Surge como aliado do DVD pra acabar com todos os formatos obsoletos, mas ele próprio queria acabar com todos, incluindo o DVD. É vencido quando as torres de wi-fi que transmitiam seu sinal são derrubadas. Ele retornou como Streaming no final da série para se vingar de Mordecai, Rigby, Musculoso, Fantasmão e Benson ou para capturar o Pairulito, mas não se sabe conhecia o Saltitão, mas o Saltitão diz que já tinha o conhecido há muito tempo. No  penúltimo episódio, ele chega em Pairulândia para ajudar o Anti-Pairulito, revelando que o Streaming trabalhava para o Anti-Pairulito o tempo todo. Seu aspecto físico formado por CPUs o assemelham muito com o Decepticon Shockwave de Transformers.
- Joanne Hanatronic: Ex-colega de quarto de Eileen que tem grande paranoia de quem mexe em sua TV, por na verdade ser uma herança valiosa de sua família, lhe cabendo o dever de protege-la. Seu nome é uma sátira da empresa Panasonic.

- João Bonzão, Sombra Fresca e Darrel: Trio de fantasmas festeiros que mantinham o salão de festas do Parque como tributo ao seu bom trabalho. Achavam que dar festa nas terças-feiras era um tanto sem graça, mas acabaram se convencendo graças a Mordecai, Rigby e Eileen que era uma boa.
- Jonathan Kimble: Ex-funcionário do Parque que descobriu como e onde conseguir o Boné Ovocelente, mas morreu por pegar o chapéu errado.

- Jonh: Primo de Margaret. Tem uma perna artificial.

- John Sorrenstein: Irmão do Musculoso. Caminhoneiro e muito parecido com o irmão, só que mais alto e não é verde.
- Johnny Queda: Dublê profissional que passou por 40 comas. Treinou Mordecai, Rigby, Musculoso e Fantasmão pra serem dublês na festa do Timmy. Parece um esboço bem torto de Devlin, o Motoqueiro.

- Karateca: Ex-discípulo de Sensai e dono do restaurante Pizza e Sanduba de Matar.

- Leon: Mendigo e ex-gerente do Parque que deixou o trabalho para viver na moleza.
- Mãe Musculosa: É a mãe de Musculoso, aparecendo oficialmente em um episódio de Halloween. Fica-se sabendo que tudo que Musculoso falou dela ao longo da série é verdade.

- Martelo: Vilão do jogo "Ninguém vence o Martelo". Foi criado a partir de Abobo de Double Dragon.
- Mestre dos Trotes: É conhecido por passar os trotes mais perfeitos do mundo e Mordecai e Rigby quiseram superar ele. Aparece como um celular gigante dos anos 80.
- Mônica: Noiva e futura esposa de Zoa.
- Natalia: Parceira espiã de Thomas que fingiu namorar Benson. Acabou traída por Thomas e engolida por uma baleia.

- Os Chuteiras: Grupo de jogadores de Pólo que odeiam celulares.

- Patos Bebês: Quatro patos filhotes que são encontrados por Mordecai e Rigby ao esvaziar a fonte. Possuem poderes especiais que lhes permitem se unir em um Homem Pato gigante.
- Pai do Fantasmão: É mostrado como cúmplice de Musculoso em sua pegadinha no episódio "A Gente Se Vê Lá". Possui a mesma aparência de seus filhos.

- Pai Musculoso: Pai do Musculoso e de John Sorreinstein. Dizia ser caminhoneiro, mas era um operador de empilhadeira.
- Parabéns Pra Você: Aparece na forma de um cara alto e magro de terno e capa com a cabeça em forma de bolo. Tentou impedir o concurso de canções de aniversário alegando que nada substituiria sua canção, bem batida e que transforma as pessoas em zumbis deprimidos, mas acabou vencido por Mordecai e Rigby.

- Pete Festeiro: Animador de festas. Revela-se que ele era um clone para festas criado a partir de um homem normal chamado Herman P. Festeiro, que adora jogos de lógica. Apareceu somente em 3 episódios: Pete Festeiro, Benson e Pete Festeiro e O Retorno de Mordecai e os Rigby(como juiz).

- Quadrilha Capicola: Trio de robôs animatrônicos e assaltantes de joalherias.

- RGB2: Astro de um show dos anos 80 com forma de TV que leva seu nome.
- Rei do Basquete: Entidade cósmica que faz vigia a tudo que se refere ao basquete..
- Rob Festeiro: Robô dos anos 80 mantido para clonagem pelos promotores de festas. Usa uma camisa com raio igual a do personagem Skeeter do desenho Doug.
- Roger: Mecânico de carros e antigo motorista do Sr. Maellard.

- Rose e Herb Gutsmodifier: Pais de Starla. Pareciam ser refinados, mas fingiram ser só pra impressionar o Musculoso.
- Russel: Um dos desafiantes do Desafio do Leite que Pairulito conheceu.

- Sansão "Técnico" (Techno): Humanoide verde, técnico em informática e veterano da Guerra Civil.
- Sr. Randall Ross: Professor de ciências de Mordecai e Rigby e treinador de voleibol do colégio que construiu uma maquina do tempo para voltar a tempo de ganhar o campeonato de voleibol e se vingar de Rigby por ter feito perder o campeonato em seguida ele planejou apagar todo o tempo com um tornado que Mordecai e Rigby acidentalmente criaram no colégio que explodiu o laboratório de ciências e também planejou destruir a terra. No futuro ele usa um colar regenerador. Ele apareceu em Apenas um Show: O Filme.

- Sensai: Mestre na arte do Mortal-Kwon-Do ou Kwon-Do-Mortal, como chamado posteriormente.

- Seres Do Leite: Vivem numa mansão alcançada por todos que tentam o Desafio Do Leite. Tem enormes mandíbulas por trás dos visores que usam e quem for mordido por um deles vira um deles.

- Summertime Song: Música Summer Time Love, Love In The Summer(Time) que se materializou em forma de uma fita cassete.

- Super Afim: Super astro do rock que mudou o nome pra ficar famoso. Voltou no tempo após perder a fama pra matar Rigby quando este mudou o nome para Canoa Furada. Acabou morto tragicamente por outro astro que veio ao passado pra salvar sua fama.

- Susan: Gerente que substitui Benson, durante algum tempo. Todos que ficam muito com ela viram sósias dela. Quando furiosa, gira o corpo no lugar da cabeça no mesmo jeito que em O Exorcista e se torna uma forma gigantesca e demoníaca de si mesma.
- Tango e Stach: Pilotos de provas. Seus nomes são baseados no filme Tango e Nash: Os Vingadores.

- Thomas (Filho do Morte): Um bebê-demônio de 300 anos que tenta se passar por um bebê de 8 meses.
- Timmy: Garoto que desde bebê tem tido suas festas de aniversário feitas no Parque.
- Tortinha: Torta falante que se dispôs a ajudar Mordecai e Rigby a julgar o concurso de tortas, fazendo isso devorando os concorrentes. Usa uma voz fininha pra disfarçar sua voz ecuosa e sinistra.
- Tracy Hashtag: Menina com qual Mordecai foi a Festa de Ano Novo. Mais tarde se revela que era a C.J..
- Urso Mortal: Feroz urso que habitava um zoológico abandonado onde Mordacai, Rigby, Margarete e Eileen foram explorar. É um urso da raça Kodiak com uma capa vermelha e um capacete alemão de guerra.
- Wade: Irmão mais velho dos Patinhos.
- Ybgir: Cópia sombria de Rigby que surgiu quando este escreveu seu nome no espelho 3 vezes.

- Zoa Zoando: Comediante e primo de Saltitão. Tem uma frase de efeito: Tomou.
- Zoe Festeira: Garota dos anos 70 mantida para clonagem pelos promotores de festas. É capaz de girar sua cabeça em forma de globo luminoso e disparar feixes de luz por todos os lados.